# Tomáš Pařízek
Tomáš Pařízek (* 17. září 1973) je bývalý český fotbalista.

## Fotbalová kariéra
V české lize hrál za Duklu Praha. Nastoupil ve 4 ligových utkáních. V nižších soutěžích hrál za SK Aritma Praha.

## Ligová bilance
| Ročník                          | Zápasy | Góly | Klub        |
| ------------------------------- | ------ | ---- | ----------- |
| 1. česká fotbalová liga 1993/94 | 4      | 0    | Dukla Praha |
| CELKEM                          | 4      | 0    |             |